# Liste der Monuments historiques in Avessac
Die Liste der Monuments historiques in Avessac führt die Monuments historiques in der französischen Gemeinde Avessac auf.

## Liste der Bauwerke
| Bezeichnung | Beschreibung              | Standort | Kennzeichnung | Schutzstatus | Datum | Bild           |
| ----------- | ------------------------- | -------- | ------------- | ------------ | ----- | -------------- |
| Schloss     | Erbaut im 14. Jahrhundert | (Lage)   | PA44000045    | Inscrit      | 2009  | weitere Bilder |

## Liste der Objekte
- Monuments historiques (Objekte) in Avessac in der Base Palissy des französischen Kultusministeriums